# Буглов (село)
Бу́глов (укр. Буглів) — село в Лановецкой городской общине Кременецкого района Тернопольской области Украины.
До 2020 года входило в Лановецкий район.
Код КОАТУУ — 6123881801. Население по переписи 2001 года составляло 385 человек.

## Географическое положение
Село Буглов находится на левом берегу реки Бугловка,
выше по течению на расстоянии в 0,5 км расположено село Коростова,
ниже по течению примыкает село Огрызковцы,
на противоположном берегу — село Люлинцы.

## История
- 1463 год — дата основания.

## Объекты социальной сферы
- Школа.

## Достопримечательности
- Братская могила советских воинов.
- Стоянка эпохи среднего палеолита.